# Ineu (okręg Harghita)
Ineu (węg. Csíkjenőfalva) – wieś w Rumunii, w okręgu Harghita, w gminie Cârța. W 2011 roku liczyła 1723 mieszkańców.